# Mycoarthris corallina
Mycoarthris corallina är en svampart som beskrevs av Marvanová & P.J. Fisher 2002. Mycoarthris corallina ingår i släktet Mycoarthris och familjen Hyaloscyphaceae.   Inga underarter finns listade i Catalogue of Life.